# Gamarús de l'Himàlaia
El gamarús de l'Himàlaia (Strix nivicolum) és una espècie d'ocell de la família dels estrígids (Strigidae). Habita els boscos des de l'Himàlaia fins Àsia oriental i Taiwan. El seu estat de conservació es considera de risc mínim.

## Taxonomia
Era considerat coespecífic del gamarús eurasiàtic. Actualment és considerat una espècie de ple dret seguint els treballs de Rasmussen et Anderton 2005
S'han descrit tres subespècies:
- S. n. nivicolum (Blyth, 1845). Des del nord-est de l'Índia i Nepal fins al sud-est de la Xina, Myanmar i el Vietnam
- S. n. yamadae Yamashina, 1936. De Taiwan.
- S. n. ma (Clark, AH, 1907). Del nord-est de la Xina i Corea.